# Фиалки (кафе, Буэнос-Айрес)
«Кафе „Фиалки“» (исп. Confitería Las Violetas) — здание включающее в себя, ресторан и кафе на углу проспектов Авенида Медрано и Авенида Ривадавия в районе Альмагро, Буэнос-Айрес.

## Примечательности кафе
Этот бар принадлежит избранной группе баров в Буэнос-Айресе, эта группа имеет в качестве основной особенности то, что она является наиболее представительными барами в городе и официально поддерживается государственными программами города Буэнос-Айрес.

## История

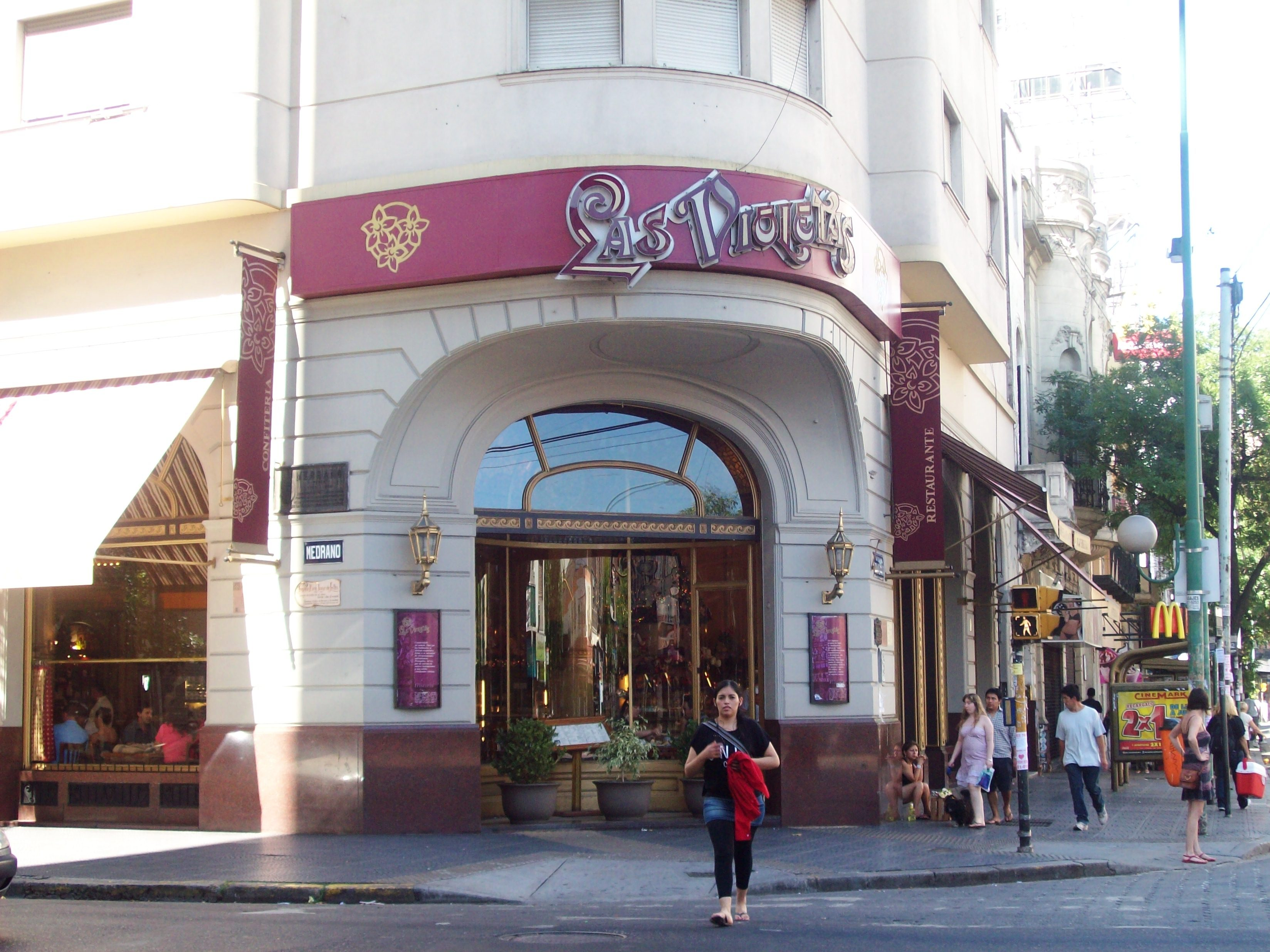
Главный вход.

Кафе было открыто 21 сентября 1884 и позже перестроено в 1920-х годах, были сделаны витражи и изогнутые стеклянные двери, а также итальянские мраморные полы.
Что касается её флагманского витража, как сказали бы во Франции, но в действительности такого не было. Планирование и монтаж витражей было осуществлено по эскизам в акварели и чернилах дизайнерами и осуществлялось на улице Пьедрас 1019, в 1928 году. Эти эскизы, которые были сохранены, были изготовлены в соответствии с рекомендациями архитектора, который возглавлял работу. Лицо, ответственное за установку витражей был некто Антонио Эструч, кто уже имел опыт подобных работ в кафе «Тортони».
Бабушки Площади Мая (гражданская ассоциация прав человека) иногда использует кафе для празднований дней рождения, своих похищенных внуков которые исчезли в период военной диктатуры в 1976—1983 годах.
В 1998 году было объявлено о реконструкции на сайте Законодательного собрания города Буэнос-Айрес. За несколько лет до его восстановления в 2001 году, кафе было закрыто, и полузаброшено.

## Восстановление
Реставрация, которая началась в январе 2001 года и закончилась в июне того же года, составляла замену износившихся частей, колонн и потолка. Кое-где была полная замена современными частями, по указанию архитектора который решил построить другой размер, сохраняя форму и оригинальные цвета. Фасад был сохранен в полном объёме и даже сохранены оригинальные детали интерьера. Реставрационные работы финансировались из муниципального бюджета.

## Галерея

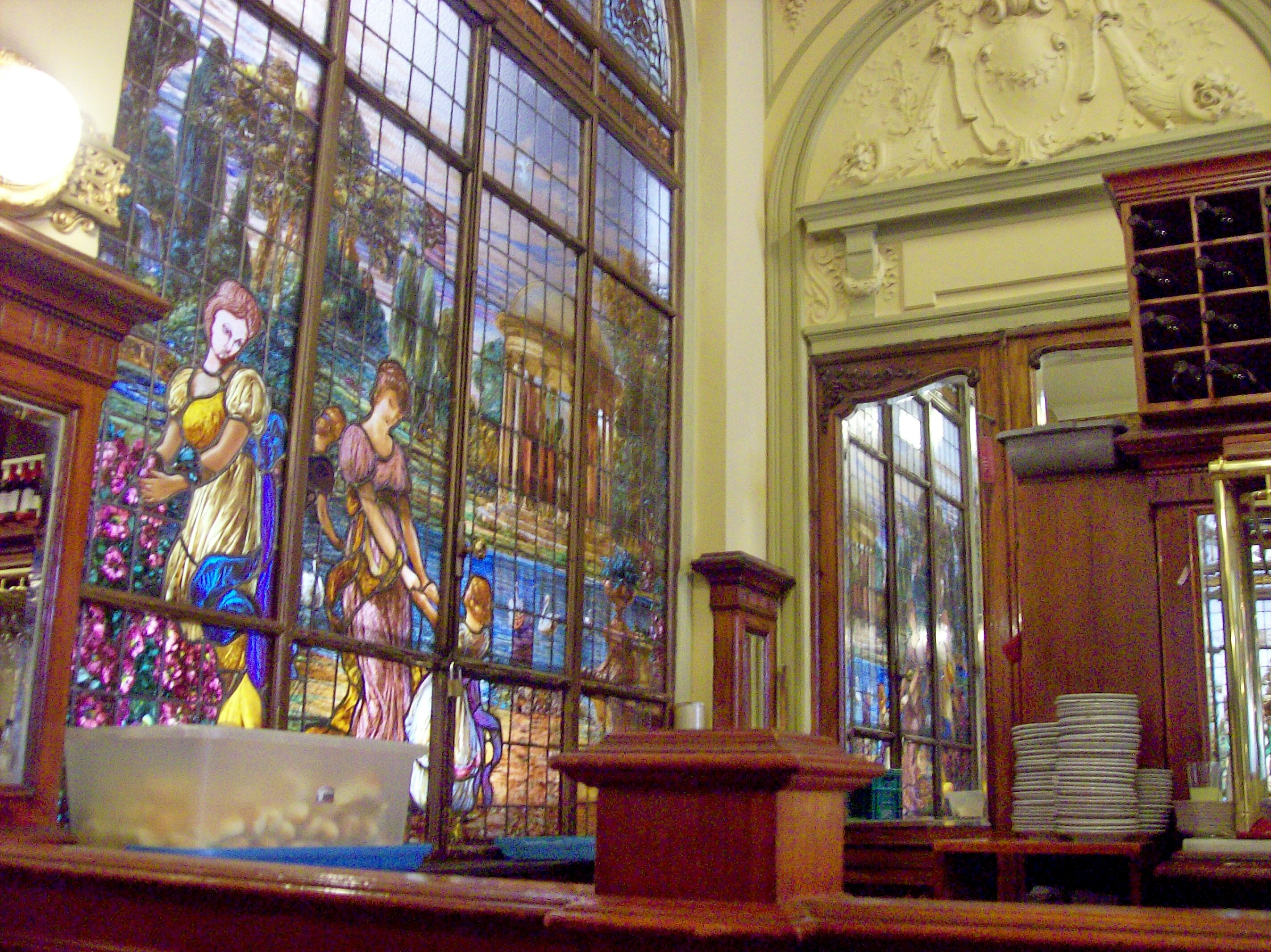
Витражи
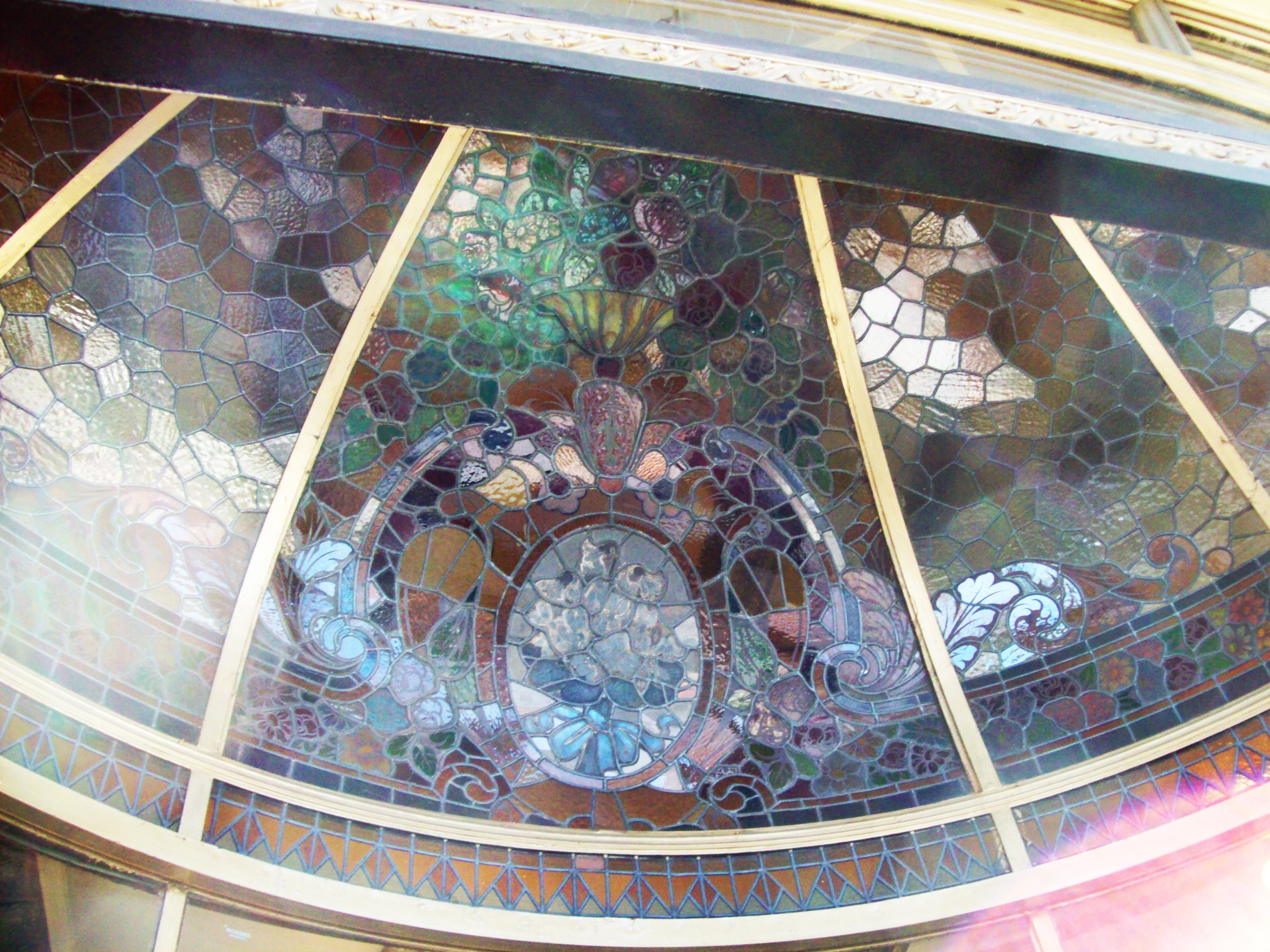
Витражи
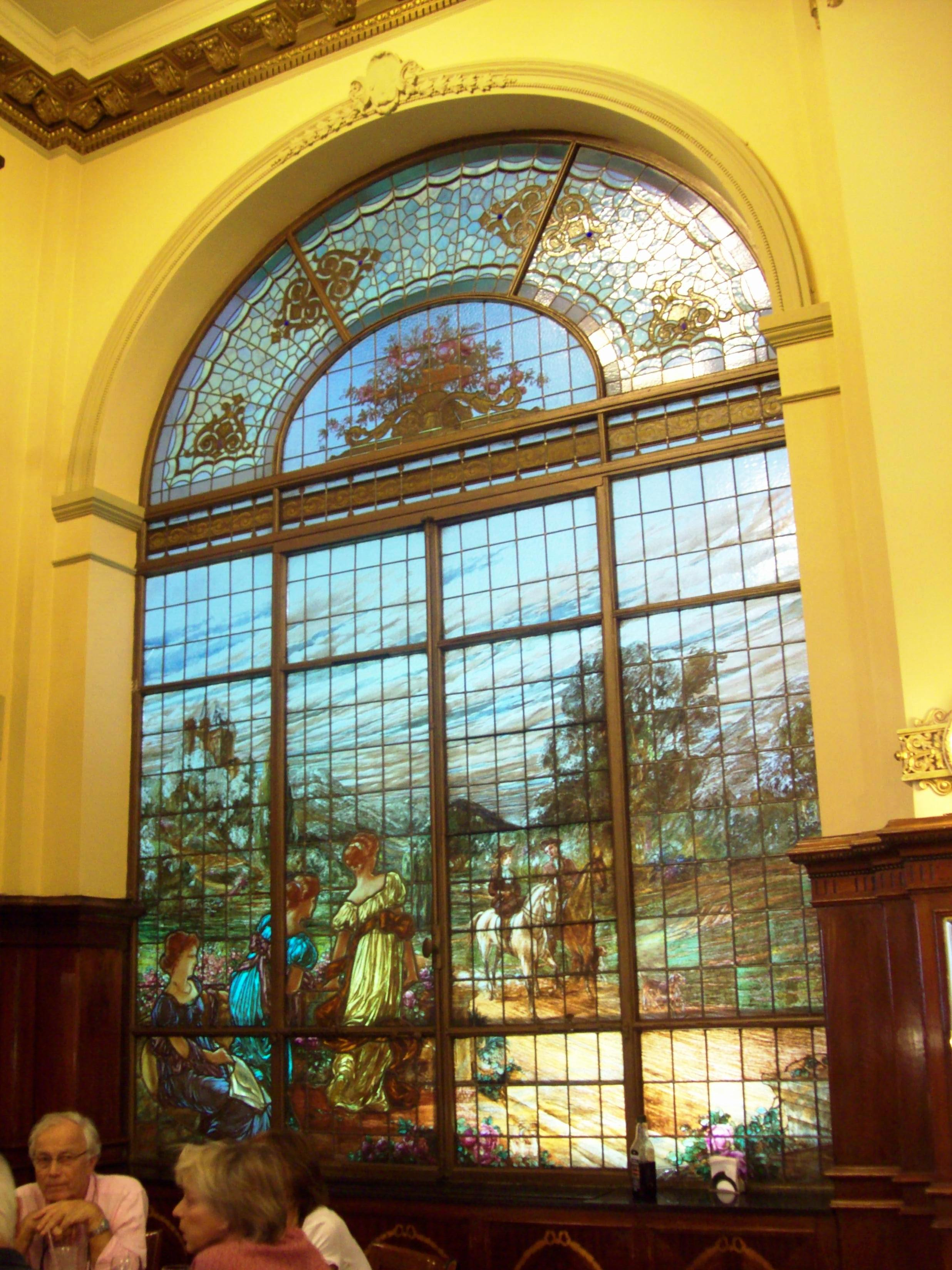
Витражи
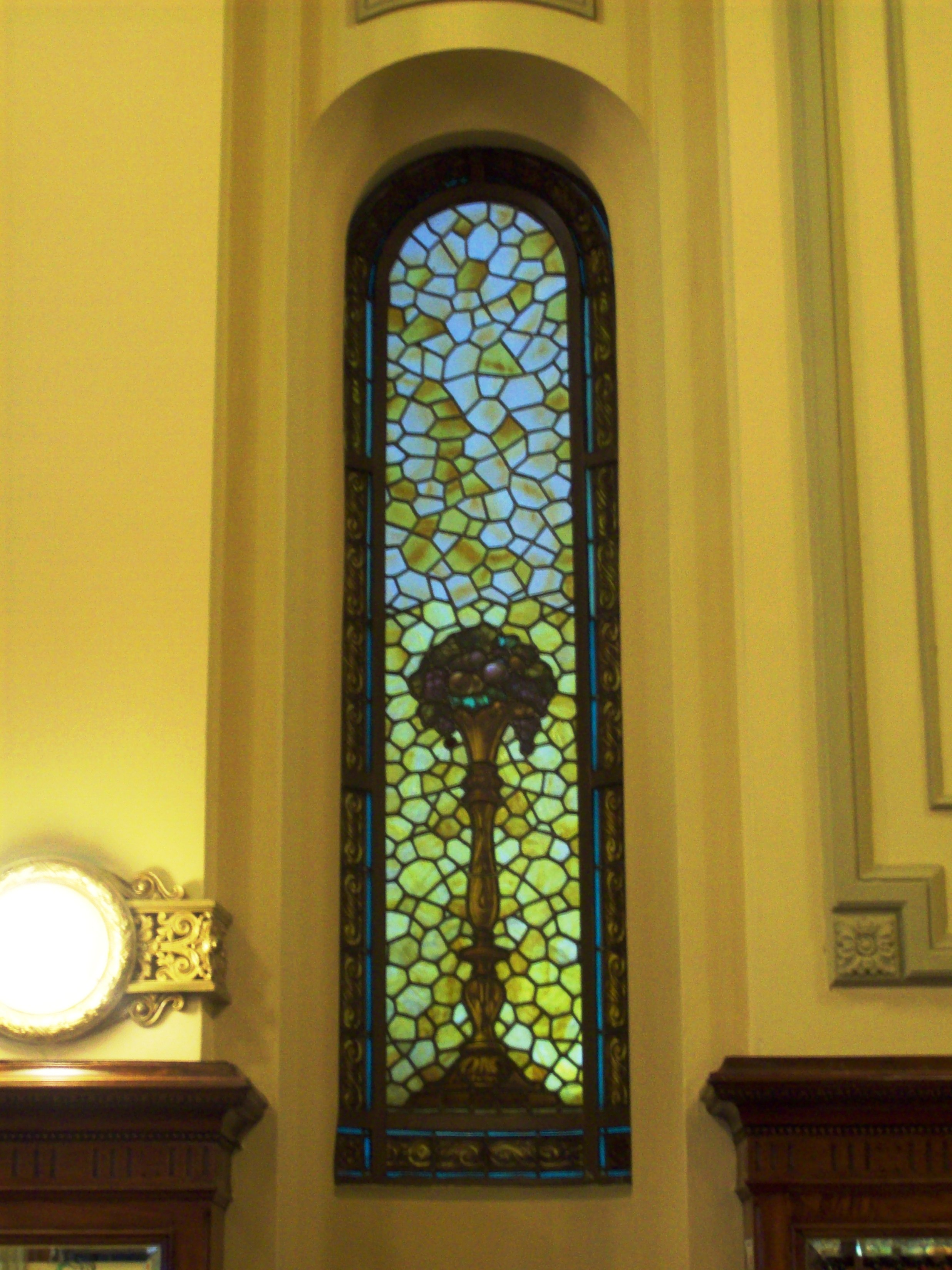
Витражи
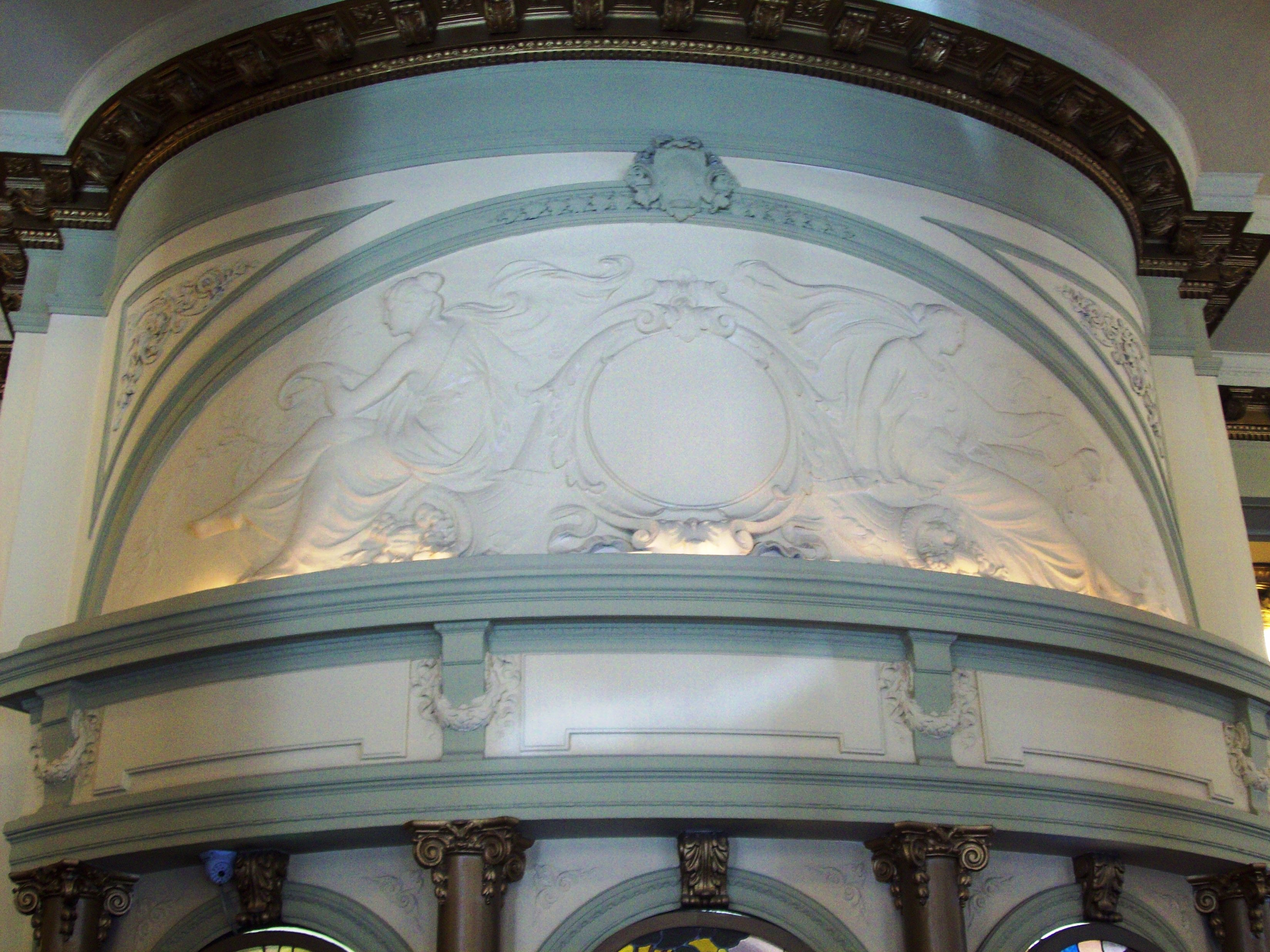
Внешний орнамент
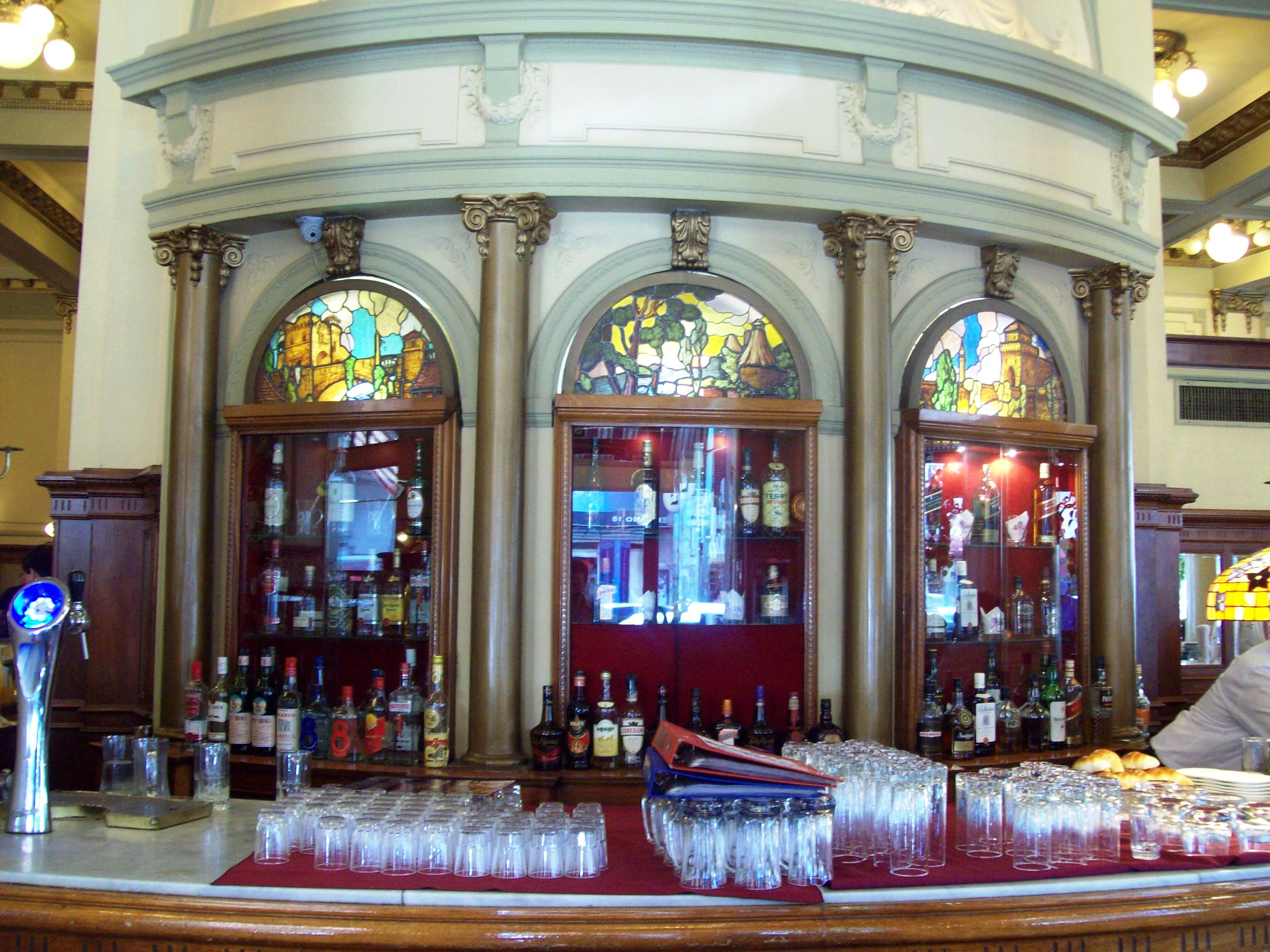
Стойка бара
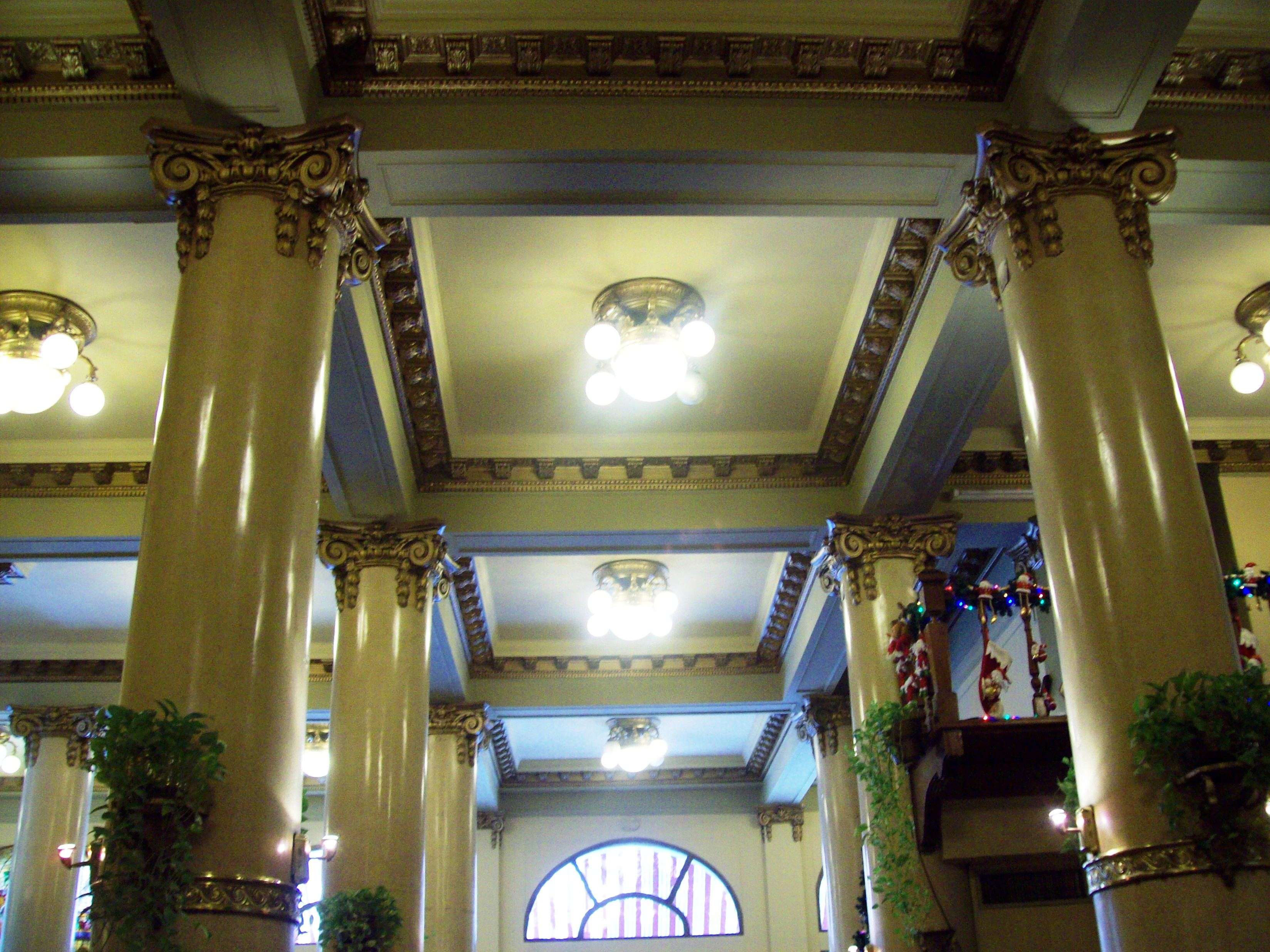
Интерьер и светильники
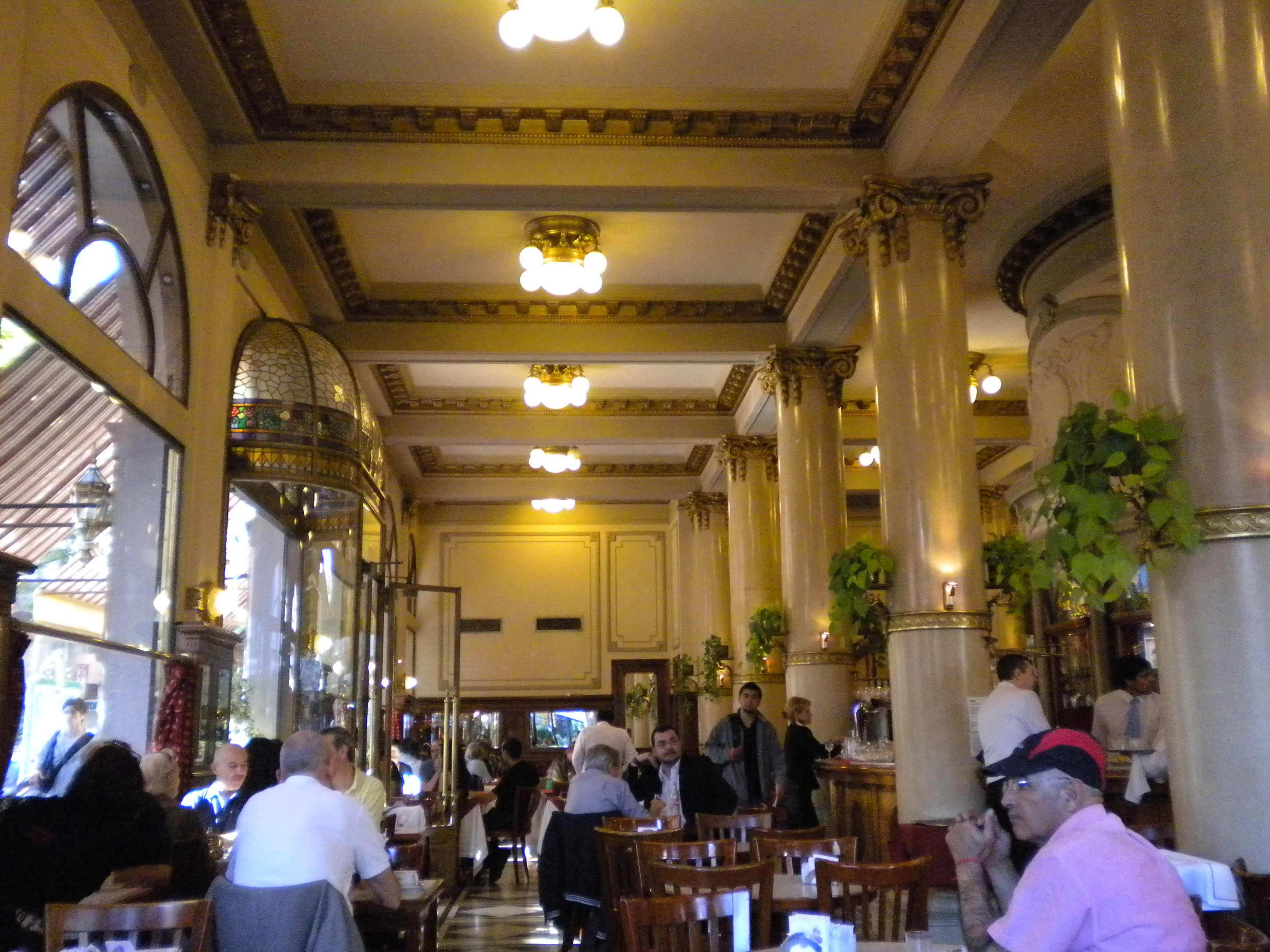
Интерьер
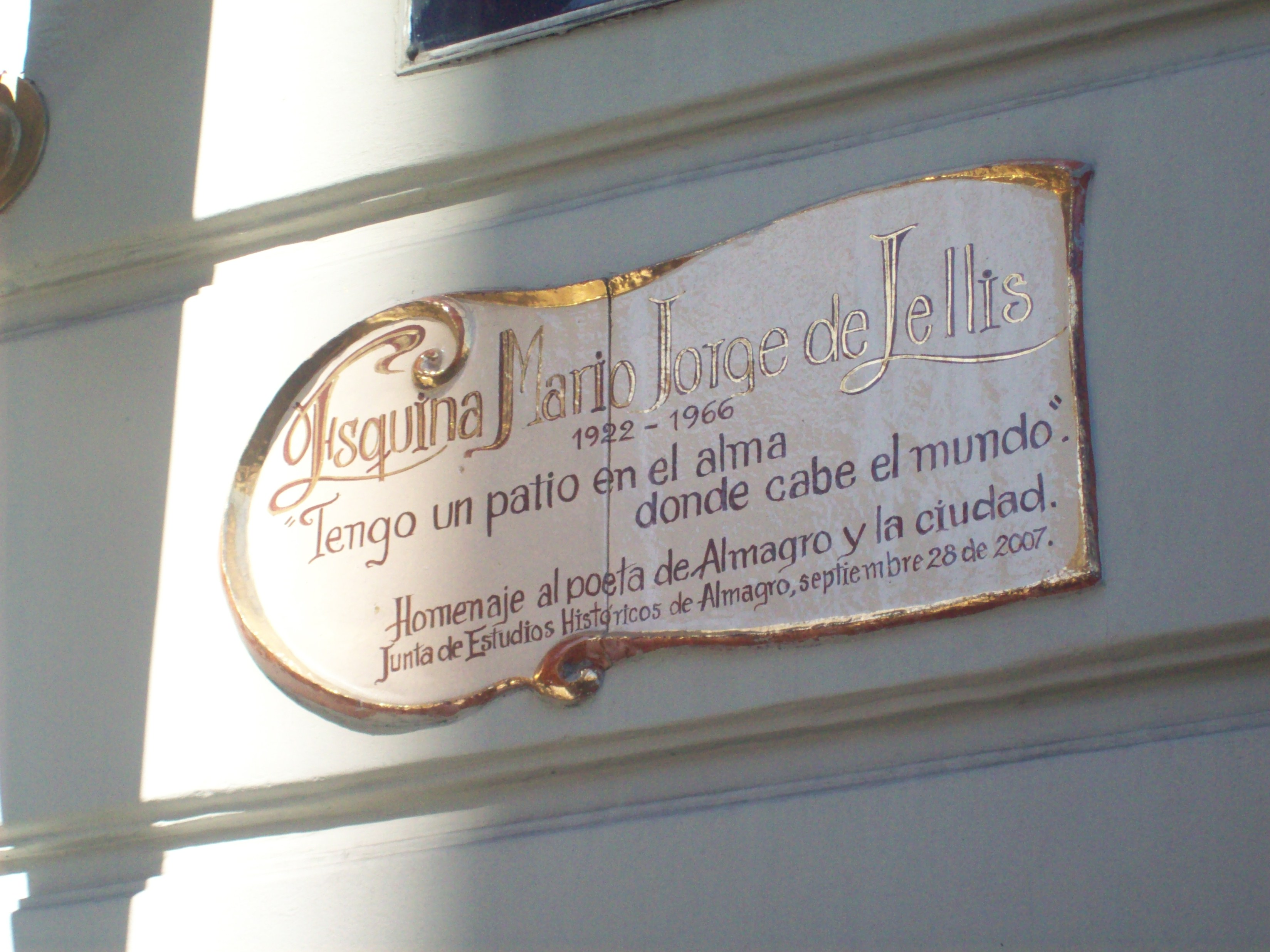
Памятная доска